# XIII: La serie
XIII: The Series (en español: XIII: La serie), es una serie de televisión franco-canadiense estrenada el 18 de abril del 2011 en Francia y Canadá. 
La serie se basa en la novela gráfica belga creada por Jean Van Hamme y William Vance, alrededor de una protagonista amnésico que intenta descubrir su pasado oculto. 

## Historia
La serie de televisión sigue los acontecimientos del telefilme XIII: La conspiración, que también fue producido por The Prodigy Fotos y Cipango.

## Premios y nominaciones
| Año  | Categoría                                        | Premio                     | Nominado        | Resultado |
| ---- | ------------------------------------------------ | -------------------------- | --------------- | --------- |
| 2013 | Best Actor                                       | Gold Remi Award            | Stuart Townsend | Ganó      |
| 2013 | Special Achievement: Direction                   | Silver Remi Award          | David Winning   | Ganó      |
| 2013 | Special Achievement: Direction                   | Certificate of Merit Award | David Winning   | Ganó      |
| 2013 | Best Photography in a Dramatic Program or Series | Canadian Screen Award      | David Greene    | Nominado  |